# Zamek w Załoźcach
Zamek w Załoźcach – obronny zamek zbudowany w 1516 roku przez Marcina Kamienieckiego herbu Pilawa, wojewodę podolskiego nad rzeką Seret.

## Historia
Wieś Załoźce wraz z okolicznymi miejscowościami należała w XV w. do rozległych dóbr oleskich, które po śmierci Jana z Sienna, przypadły jego synowi Piotrowi, z podziału dokonanego w 1477 r. Piotr pozostawił dwie córki: Annę wydaną za Fryderyka Herburta, kasztelana bieleckiego i Jadwigę, wydaną za Marcina Kamienieckiego, wojewodę podolskiego. W czasach, gdy właścicielem zamku był książę Konstanty Wiśniowiecki w murach warowni w 1603 roku gościł car Dymitr Samozwaniec I i tam obmyślał plan wyprawy na Moskwę. Na zamku spędzał swą młodość książę Jeremi Wiśniowiecki, ojciec króla Polski Michała Korybuta Wiśniowieckiego. W 1649 r. warownia została zdobyta i zniszczony przez wojska kozackie. Książę Dymitr Wiśniowiecki odbudował zamek i przywrócił mu dawną świetność. W 1675 r. był ponownie oblegany, tym razem przez wojska tureckie. Baszowie zwyczajem tureckim postanowili naprzód zasięgnąć wróżby, nim przystąpili do oblężenia. Wypuszczono z obozu tureckiego czarną kurę ku zamkowi, śledząc gdzie się zwróci. Kura z gdakaniem wróciła w szeregi muzułmańskie. Turcy odstąpili od oblężenia. Następnymi właścicielami była rodzina Sobieskich a po nich Potockich.

## Architektura

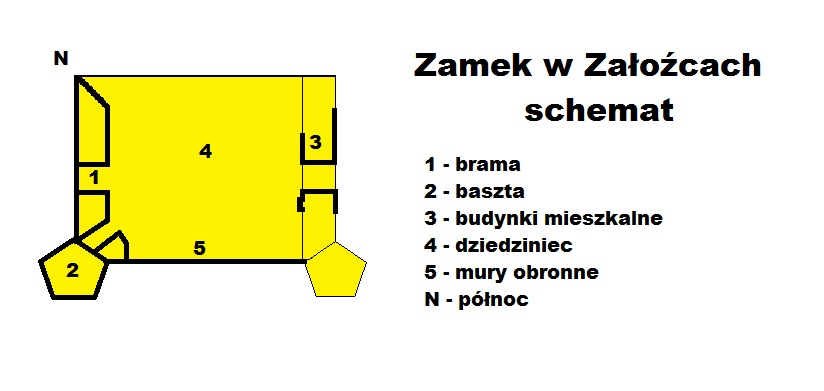
Zamek w Załoźcach. Schemat

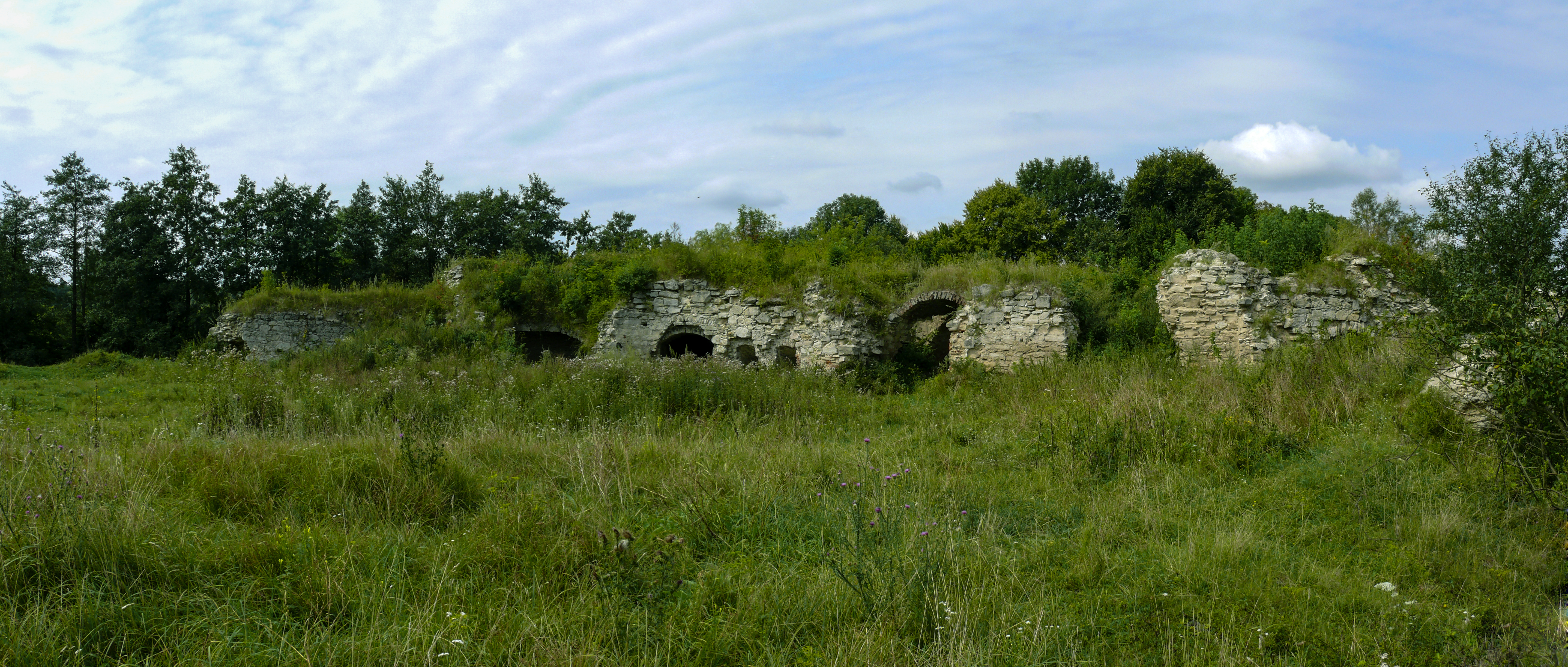
Panorama zamku

Pod koniec XVI w. zamek był ogromną czteroskrzydłową warownią, zbudowaną z kamienia i cegły na planie czworoboku. Budowlą wysoką na dwa piętra, wydłużoną wzdłuż osi północny zachód i południowy wschód. Stojący pośród niedostępnych mokradeł rzeki Seret, otoczony murem obronnym, był trudną do zdobycia warownią. Wjazd prowadził przez most zwodzony i bramę w skrzydle południowym. W narożach znajdowały się cztery wieloboczne, trzypiętrowe baszty z otworami strzelniczymi. Przed zamkiem było przedzamcze otoczone murem i wodą. Brama wjazdowa, ze śladami mostu zwodzonego znajdowała się w skrzydle południowym. Po prawej stronie bramy była wyniosła czworoboczna wieża z zegarem, nakryta kopułą. Pod koniec XIX w. mury obwodowe zamku i baszt były w wielu miejscach zarysowane i poszczerbione, gdzieniegdzie  widoczne były tynki i ciosowe obramienia okien. Pod zamkiem znajdowały się rozległe piwnice, użyte w części na składy piwa a w części zawalone. Murowane budynki gospodarczej część zamku stały po obu stronach bramy. Po stronie lewej trzy a po prawej dwa. Mieściły się w nich m.in.: stajnie, wozownie, spichlerz itp. To na co zabrakło miejsca na przedzamczu mieściło się w skrzydle zamkowym przylegającym do bramy. Była więc tam piekarnia, pralnia, spiżarnia, a także magazyny. Wszystko to mieściło się na parterze natomiast piętro zajmowały pokoje właścicieli, gościnne, a także biblioteka, skarbiec, pokój bilardowy i kawiarniany oraz kaplica zamkowa. W pokojach znajdowały się białe piece kaflowe a cały dach przykryty był dachówką. W latach 1920–50 lokalni mieszkańcy z ruin zamku pobierali materiał budowlany na swoje potrzeby.

## Rezydencja
Zamek znacznie upiększył Józef Potocki, hetman wielki koronny, zmieniając go w magnacką rezydencję. Po jego śmierci w 1751 r. obiekt zaczął niszczeć. Ignacy hr. Miączyński, szambelan ostatniego króla Polski Stanisława Augusta Poniatowskiego, nabywa prawie już ruiny w 1790 r. i w upadającej rezydencji zakłada fabrykę sukna, którą po kilku latach zamknięto i zamieniono w fabrykę koców - kilimów załozieckich, ale i ta długo się nie utrzymała. Gdy właścicielem zamku został Włodzimierz hr. Dzieduszycki w zamku znajdował się browar. Pod koniec XIX w. obronny niegdyś zamek był zrujnowany, a jego znaczne resztki były częściowo zamieszkałe oraz zamienione na browar i stajnie. Podczas I wojny światowej dawna warownia została obrócona w gruzy.

## Czasy współczesne
Zamek pozostał w postaci fragmentów ruiny, która  maksymalnie wznosi się do poziomu czwartej części oryginalnych budynków. W niektórych miejscach budowla zburzona jest do fundamentów. Najlepiej zachowana jest niewielka część ściany południowo-zachodniej i północno-zachodniej do wysokości jednej kondygnacji oraz piwnice pałacu, położone w części południowo- wschodniej. W zachowanej północno-zachodniej części kompleksu znajdują się kazamaty budynku, pierwotnie dwupoziomowe oraz łukowata brama główna i narożna pięcioboczna wieża. Zachowała się również piwnica piętrowej wieży, nakryta półkolistym łukiem. Na zewnętrznej ścianie  północnej wieży zachowały się dwa kamienne rzeźbione herby właścicieli zamku: Pilawa, Róża i Poraj.